# Vít z Habdanku
Vít z Habdanku (lat. Vitus de Habdank, pol. Wit de Habdank, něm. Vitus nebo Veit von Habdank) († 27. listopadu 1325) byl slezský duchovní, kanovník vratislavské kapituly a zvolený, ale papežem nepotvrzený biskup vratislavský.

## Život
Jméno Víta z Habdanku je poprvé zmiňováno roku 1293, kdy byl kanovníkem katedrální kapituly ve Vratislavi.
Od druhé poloviny 13. století se mezi slezským kněžstvem, a charakteristicky ve vratislavské katedrální kapitule, formovaly dvě zájmové skupiny: jedna orientovaná politicky na Polsko a na hnězdenskou církevní metropoli, pod niž vratislavské biskupství náleželo, etnicky zejména slovanská (slezská či polská); a jedna orientovaná na místní (dolnoslezská) knížata a městský patriciát a postupně též na českého krále, etnicky spíše německá. Tyto skupiny se na půdě kapituly střetly již při volbě biskupa Jana III. Romky (1292–1301) a jeho nástupce Jindřicha I. z Vrbna (1302–1319). Když pak 23. listopadu 1319 Jindřich z Vrbna zemřel, nebyla se kapitula při volbě dne 25. prosince 1319 shodnout na jediném kandidátovi a zatímco „polská“ část zvolila Víta z Habdanku, „německá“ část zvolila jako protikandidáta Lutolda z Kroměříže.
Hnězdenský arcibiskup Janislav pochopitelně potvrdil volbu Víta z Habdanku a udělil mu biskupské svěcení. Avšak zastánci každé ze stran podali proti kandidátu opačné strany stížnost papeži Janu XXII. do Avignonu a jednání kurie se táhlo řadu let. Diecézi mezitím spravoval jako administrátor in temporalibus Mikuláš z Banče.
Po bezvýsledném jednání se Vít z Habdanku roku 1325 biskupství vzdal a ještě téhož roku, 27. listopadu, zemřel.